# Ферьер (Мёрт и Мозель)
Ферье́р (фр. Ferrières) — коммуна во французском департаменте Мёрт и Мозель, региона Лотарингия. Относится к  кантону Сен-Николя-де-Пор.

## География
Феррьер расположен в 18 км к юго-востоку от Нанси. Соседние коммуны: Саффе и Виньёль на востоке, Оссонвиль на юго-востоке, Вель-сюр-Мозель и Кревешам на юго-западе, Тоннуа на западе, Куавиллер на севере.

## Демография
Население коммуны на 2010 год составляло 287 человек.
| 1962 | 1968 | 1975 | 1982 | 1990 | 1999 | 2010 |
| ---- | ---- | ---- | ---- | ---- | ---- | ---- |
| 140  | 146  | 126  | 209  | 253  | 240  | 287  |